# Масальська Галина Павлівна
Галина Павлівна Маса́льська (нар. 11 жовтня 1920, Київ — пом. 10 грудня 1998, Київ) — українська скульпторка; членкиня Спілки радянських художників України з 1950 року.

## Біографія
Народилася 11 жовтня 1920 року в місті Київ (нині Україна). 1949 року закінчила Київський художній інститут, де навчалася у Макса Гельмана.
Жила у Києві, в будинку на вулиці Рєпіна, № 13, квартира № 7 та у будинку на вулиці Антоновича, № 158, квартира № 58. Померла у Києві 10 грудня 1998 року.

## Творчість
Працювала в галузях станкової, декоративної та монументальної скульптури. Серед робіт:
- фонтан «Веселі дітлахи» (1947);
- фарфорові моделі:
  - «Ковзанярі» (1948);
  - до російської народої казки «Ріпка» (1948);
- станкові скульптури:
  - «Електрозварювальник» (1949);
  - «Старий» (1950-ті);
  - «Ленін-гімназист» (1951, мармур);
  - «Козак Тур» (1954, гіпс тонований);
  - «Арсеналець» (1954);
  - «Портрет молодого лікаря О. І. Яхонтової» (1954);
  - «Бригадир» (1957);
  - «Лікар» (1957);
  - «Ірина» (1958);
  - «Портрет героя Шипки Ф. Таранова» (1960, бронза);
  - «Портрет новатора заводу «Арсенал» Г. Царика» (1960);
  - «Майбутній лікар» (1963, оргскло);
  - «Щорсівець А. Цимбалюк» (1963);
  - «Фізкультурник» (1967, цемент металізований);
  - «Володимир Ленін» (1970, гіпс).

Пам'ятник «Невідомому солдату».

Авторка пам'ятника «Невідомому солдату» на вулиці академіка Єфремова у Києві (8 травня 1997, бронза; архітектор Микола Кислий).
Брала участь у республіканських виставках з 1951 року, всесоюзних — з 1954 року.